# Tigris (constelación)

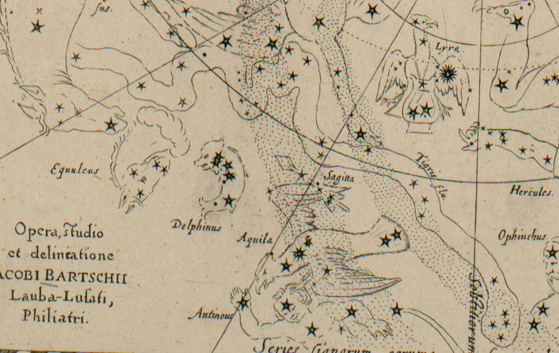
Constelación Tigris

Tigris, Fluvius Tigris o el Tigris, es una antigua constelación creada en el siglo XVII cuyo origen se atribuye a Jakob Bartsch o a Petrus Plancius. Representa el río Tigris, y se extendía desde Ofiuco entre las constelaciones de Aquila, Hércules, Cygnus, Sagitta y Equuleus, para finalizar cerca de Pegaso. Las estrellas más brillantes de esta constelación eran 72 Ophiuchi (de magnitud aparente +3,71), 109 Herculis y 1 Pegasi. Rara vez mencionada, nunca gozó de gran aceptación y pronto fue olvidada.